# Frédéric Barbier
Frédéric Barbier, (Metz (Mosel·la), 15 de novembre, 1829 - París, 12 de febrer, 1889), va ser un compositor francès.

## Biografia
Fill de Félix Henri Barbier i Adélaïde Joséphine Rosalie Rousseau, Frédéric Barbier va estudiar literatura al "Collège de Bourges", mentre feia classes de solfeo, piano, harmonia i contrapunt amb Henri Darondeau, aleshores organista d'unes esglésies de la ciutat. El seu pare, oficial d'enginyeria, volia que entrés a l'"École Polytechnique", on ell mateix havia estat estudiant; però el govern de 1848 havent creat una nova Escola d'Administració, el jove Barbier va preferir competir per aquesta darrera, i va ser admès. Aquesta escola es va dissoldre poc després, i va començar a estudiar dret. Però la música l'atreu cada cop més.
Frédéric Barbier ja havia escrit i havia fet representar una petita òpera còmica en un acte a Bourges el 1852, Le Mariage de Colombine, però pensava actuar a París. Presentat per persones influents a Edmond Séveste, aleshores director del "Théâtre-Lyrique", va conèixer Adolphe Adam. Gràcies als seus consells i lliçons d'aquest últim, la seva primera obra, Une nuit à Séville, òpera còmica en un acte, es va representar al "Théâtre-Lyrique" el 14 de setembre de 1855 i va rebre molt favorablement. Dos mesos més tard, el 21 de novembre, Frédéric Barbier va oferir una nova obra en un acte al mateix teatre titulada Rose et Narcisse, que va tenir una bona acollida.
En 20 anys, havia actuat a tots els petits escenaris d'òpera de París i en cafè-concerts més de seixanta obres més o menys importants, la majoria en un acte i apropant-se cada cop més al gènere de l'opereta buffa. Va compondre per a l'Eldorado, lAlcazar, Ba-ta-clan, les Folies-Belleville, les Bouffes-du-Nord, etc., un gran nombre d'operetes, esbossos, pantomimes i ballets.
A més de la seva producció lírica, Barbier va compondre uns 300 duets, romanços, melodies vocals, cançons, nombroses peces de música de ball per a piano, marxes de concert i fantasies per a orquestra sobre motius d'òpera, cors per a homes, galops, valsos, masurques, polques, etc. El 1867 va ser director del "Théâtre-International", i a partir del 1873 va dirigir l'orquestra d'estiu Alcazar, càrrec que compartia amb Henry Litolff. Col·laborà com a crític en alguns petits diaris, com L'Avenir musical (1853) i L'Independance Dramatique.
El 6 de novembre de 1888, malalt, no va poder viatjar i va fer celebrar el seu matrimoni amb Alexandrine Marie Laubier a casa seva, Boulevard du Temple, on va morir pocs mesos després.